# Thoroughbred
Thoroughbred is een historisch motorfietsenmerk.
Het was een Amerikaans merk uit het begin van de twintigste eeuw dat met de overproductie van blokken en framedelen van Thor eigen motorfietsen samenstelde.
De benaming thoroughbred (volbloed) wordt ook gebruikt voor klassieke motorfietsen.